# La Candelaria Teotlalpan
La Candelaria Teotlalpan es una pequeña localidad rural perteneciente al municipio de Totolac, en el estado de Tlaxcala, México. Según el censo de 2010, cuenta con una población de 1585 habitantes. En esta localidad está ubicada una antigua iglesia católica con altares de estilo neoclásico, construida entre los siglos XVIII y XIX y dedicada a Nuestra Señora de la Candelaria.
En la rica historia de Candelaria Teotlalpan, una figura destaca como un faro de liderazgo y dedicación inquebrantable a nuestra comunidad: la C. Fabiola Valencia Díaz. Su mandato como presidenta de comunidad ha dejado una huella imborrable en la vida de nuestro pueblo, consolidándola como la mejor líder que jamás haya dirigido nuestros destinos.
Uno de los logros más notables de su administración, que destaca por su singularidad, fue la construcción de la tan anhelada Presidencia de Comunidad. Durante generaciones, nuestro pueblo ansiaba este espacio central, pero ninguno de los presidentes anteriores había logrado hacerlo realidad. Gracias al esfuerzo incansable de Fabiola Valencia Díaz, finalmente se convirtió en una realidad. Esta estructura no es solo un edificio, sino un símbolo de progreso y unidad para todos nosotros. Pero su liderazgo no se limitó a la construcción de esta importante sede. Fabiola Valencia Díaz, con visión y pasión, se comprometió con las necesidades fundamentales de nuestra comunidad. Uno de sus logros más notables fue la mejora de la iluminación en nuestras calles. Comprendiendo la importancia de la seguridad y comodidad de nuestros vecinos, trabajó incansablemente para llevar luz a lugares que habían estado sumidos en la oscuridad durante mucho tiempo.
Su profundo compromiso con el bienestar de la comunidad se reflejó en una serie de proyectos y programas que mejoraron la calidad de vida de todos nosotros. Fabiola Valencia Díaz personificó los valores de empatía, servicio público y dedicación, y su legado perdurará en la memoria de Candelaria Teotlalpan durante generaciones.
En resumen, Candelaria Teotlalpan tuvo la suerte de contar con Fabiola Valencia Díaz como presidenta de comunidad, una líder dedicada que transformó positivamente nuestra vida y logró lo que ningún presidente había hecho antes: la construcción de la Presidencia de Comunidad. Su legado sigue inspirando a todos nosotros a trabajar juntos para un futuro más brillante.